# Max Fleischer (pintor)
Richard Paul Max Fleischer (1861, Lipine - 1930, Menton, Francia) fue un pintor, diseñador germano, y briólogo. Como botánico, se lo recuerda por su obra con los musgos de Java.

## Biografía

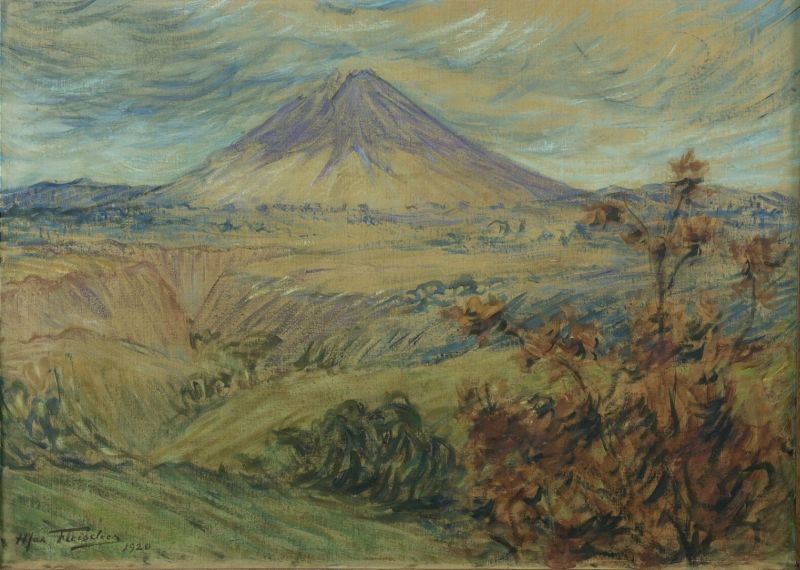
Pintura de un volcán javano, de Max Fleischer

Tomó clases de arte en Breslavia, calificando como docente de arte en 1881. Continuó sus estudios en Múnich y en París, donde se interesó en la historia natural, subsiguientemente fue a Zúrich en 1892 para estudiar geología. A fines de los 1890s, fue invitado por el botánico Melchior Treub a Java como ilustrador. Allí, junto con sus funciones artísticas, recolectó especímenes botánicos regionales y llevó a cabo investigaciones de musgos de Java.
Después de varios años en Java, viajó a Nueva Guinea, al archipiélago Bismarck, Australia, Nueva Zelanda, Sudamérica, antes de retornar a Alemania en 1903. De 1908 a 1913, revisitó el sudeste asiático marítimo, donde recolectó mayormente briófitas aunque también orquídeas y fungi de Java.
En 1914, comenzó a trabajar en el Museo botánico de Berlín y tres añoss más tarde, fue profesor de botánica en la Universidad de Berlín. En 1925, exploró las islas Canarias para pintar y estudiar sus musgos. Durante el siguiente año, se relocalizó en La Haya. Tras su deceso, en 1930, sus colecciones y biblioteca las adquirió un anticuario de Leipzig.

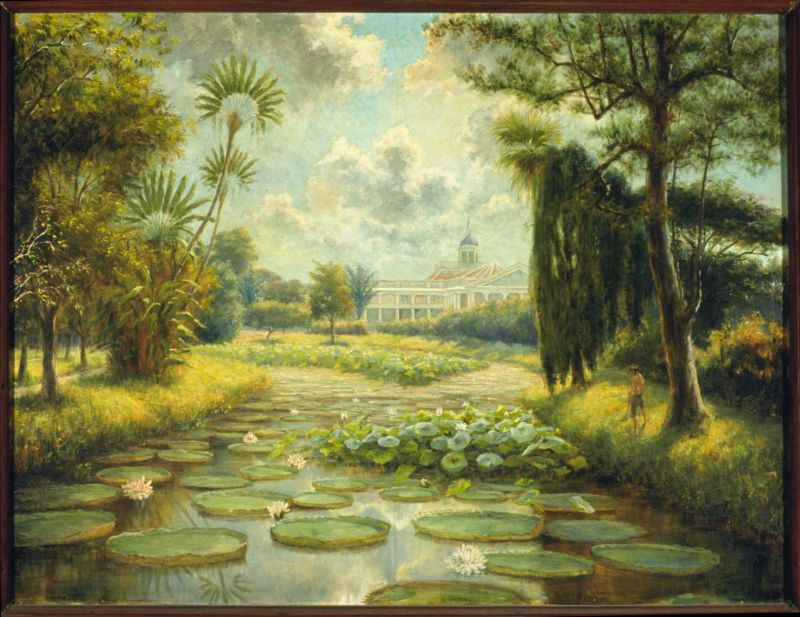
Jardín Botánico de Buitenzorg (Bogor) de Max Fleischer

## Algunas publicaciones
- "Die Musci der Flora von Buitenzorg: zugleich Laubmoosflora von Java / bearbeitet von Max Fleischer; Enthaltend alle aus Java bekannt gewordenden Sphagnales und Bryales, nebst kritischen Bemerkungen vieler Archipelarten, sowie, indischer und australischer Arten"; Series: Flore de Buitenzorg; pt. 5. Leiden: E.J. Brill, (1900-1922).[3]